# Edgar Pardo Stolk
Edgar Pardo Stolk (Venezuela, 1905 - 1982) fue un ingeniero venezolano, ministro de Obras Públicas de la Junta Revolucionaria de Gobierno presidida por Rómulo Betancourt desde 1947 y luego ratificado por Rómulo Gallegos en 1948, hasta su derrocamiento en el golpe de Estado de ese año. Fue individuo de número de la Academia de Ciencias Físicas, Matemáticas y Naturales de Venezuela.

## Biografía
Entre 1941 y 1942 estuvo a cargo de las nuevas instalaciones de las salinas de Araya, parte del proyecto del ministro de Hacienda de Isaías Medina Angarita para la explotación de la sal marina. En 1947 fue nombrado ministro de Obras Públicas por la Junta Revolucionaria de Gobierno presidida por Rómulo Betancourt. En 1948 Pardo Stolk fue ratificado para el cargo por el presidente sucesor, Rómulo Gallegos.
En 1965 fue nombrado miembro de la Academia de Ciencias Físicas, Matemáticas y Naturales de Venezuela. Con Bingen Amenazaga coescribió los libros Jesús Muñoz Tetar, Hombres célebres de la Compañía Guipuzcoana (1966) y El hombre vasco (Buenos Aires, 1968). En 1980 publicó Apuntes para la historia del pante̟ón nacional.

## Obras escritas
- Jesús Muñoz Tetar (1965) con Bingen Amenazaga
- Hombres célebres de la Compañía Guipuzcoana (1966) con Bingen Amenazaga
- El hombre vasco (1968) con Bingen Amenazaga
- Las casas de los caraqueños (1969)
- Apuntes para la historia del pante̟ón nacional (1980)